# مکمل متعامد
در جبر خطی، و آنالیز تابعی، مکمل متعامد (Orthogonal complement) مفاهیم مربوط به تعامد دو خط، دو صفحه یا یک خط و یک صفحه بر یکدیکر را از فضای اقلیدسی اقتباس کرده و آنها را به تعامد زیرفضاهای مربوط به فضاهای ضرب داخلی گسترش و امتداد می‌دهد.

## تعریف
مکمل متعامد {\displaystyle W^{\bot }\!} یک زیرفضای {\displaystyle W\!} از یک فضای ضرب داخلی {\displaystyle V\!} عبارت است از مجموعهٔ تمامی بردارهای موجود در {\displaystyle V\!} که بر هرکدام از بردارهای {\displaystyle W\!} عمود باشند؛ یعنی:
{\displaystyle W^{\bot }=\left\{x\in V|\langle x,y\rangle =0{\mbox{ for all }}y\in W\right\}\!}
مثال:
چنانچه {\displaystyle V\!} را فضای سه‌بعدی xyz و {\displaystyle W\!} را زیرفضای xy آن در نظر بگیریم، محور z مکمل متعامد صفحه xy یعنی {\displaystyle W^{\bot }\!} خواهد بود، چرا که همهٔ بردارهای موجود روی محور z بر هرکدام از بردارهای درون صفحهٔ xy عمود است.